# José Cardozo
José Saturnino „Pepe” Cardozo Otazú (ur. 19 marca 1971 roku w Nueva Italia) – paragwajski piłkarz występujący na pozycji napastnika.

## Kariera klubowa
Cardozo zawodową karierę rozpoczynał w 1988 roku w Club River Plate. W 1990 roku Paragwajczyk przeniósł się do szwajcarskiego FC Sankt Gallen. W pierwszym sezonie występów w osiemnastu meczach strzelił jedenaście bramek, jednak w kolejnych rozgrywkach zatracił swoją dobrą skuteczność. W 1992 roku Cardozo powrócił do kraju, gdzie podpisał kontrakt z Universidad Católica. Razem z nim w 1993 roku dotarł do finału Copa Libertadores. Rok później wychowanek Club River Plate został piłkarzem stołecznej paragwajskiej Olimpii. W barwach Rey de Copas rozegrał 41 spotkań, w których zdobył 27 goli. W 1995 roku Cardozo przeszedł do meksykańskiego Deportivo Toluca. Jak się później okazało w drużynie tej spędził jedenaście sezonów. W trakcie nich wystąpił w 332 pojedynkach, w których aż 249 razy wpisał się na listę strzelców – najwięcej w historii klubu. Cztery razy został królem strzelców meksykańskiej ligi – w 1998, 1999, 2002 i 2003 roku. W międzyczasie pomógł klubowi Cruz Azul dotrzeć do finału turnieju Copa Libertadores 2001, gdzie zdobył cztery bramki.
Najlepszą skuteczność Cardozo zaprezentował w sezonie 2002/03, kiedy to w 45 meczach strzelił aż 58 bramek. Razem z Tolucą Cardozo cztery razy zdobył mistrzostwo kraju – Verano 1998, Verano 1999, Verano 2000 oraz Apertura 2002. Zwyciężył także w Pucharze Mistrzów CONCACAF w 2003 roku. Świetna forma, jaką prezentował paragwajski napastnik pozwoliła mu trzy razy zdobyć tytuł najlepszego zawodnika w kraju oraz w 2002 roku najlepszego piłkarza Ameryki Południowej. Latem 2005 roku Cardozo dołączył do argentyńskiego zespołu San Lorenzo de Almagro. Podczas pobytu w tej drużynie Paragwajczyk nie potrafił odzyskać skuteczności, jaką prezentował w Deportivo Toluca. Wpływ na to miały w dużym stopniu kontuzje, które wykluczyły go z gry w wielu spotkaniach. W 2006 roku Cardozo zakończył piłkarską karierę.

## Kariera reprezentacyjna
W reprezentacji swojego kraju Cardozo zadebiutował 14 czerwca 1991 roku w wygranym 1:0 pojedynku z Boliwią. Trzy razy brał udział w turnieju Copa América – w 1991, 1995 i 1997 roku. W 1998 roku Paulo César Carpegiani powołał go na Mistrzostwa Świata. Na mundialu tym Paragwajczycy dotarli do 1/8 finału, w której po dogrywce zostali wyeliminowani przez gospodarzy turnieju – Francuzów. Na imprezie tej Cardozo wystąpił w trzech spotkaniach, a w wygranym 3:1 pojedynku z Nigerią wpisał się na listę strzelców. W 2002 roku znalazł się w kadrze Cesare Maldiniego na kolejne Mistrzostwa Świata. Na boiskach Korei Południowej i Japonii reprezentacja Paragwaju ponownie odpadła w 1/8 finału, gdzie tym razem musiała uznać wyższość Niemców. Cardozo wystąpił w trzech ostatnich spotkaniach turnieju, jednak nie udało mu się zdobyć w nich ani jednego gola. 10 września 2003 roku w zwycięskim 4:1 meczu przeciwko Urugwajowi Cardozo zdobył swojego jedynego hat-tricka dla drużyny narodowej. W 2004 roku brał udział w Igrzyskach Olimpijskich. Razem z kolegami z reprezentacji w Atenach wywalczył srebrny medal przegrywając w finale z Argentyną 1:0. Na turnieju tym Cardozo strzelił pięć goli. Król strzelców imprezy – Carlos Tévez – miał ich na koncie o trzy więcej. Łącznie dla drużyny narodowej Paragwajczyk rozegrał 82 spotkania, w których 25 razy wpisał się na listę strzelców.

## Kariera trenerska
Po zakończeniu piłkarskiej kariery Cardozo rozpoczął pracę jako trener. Od listopada 2006 do czerwca 2007 pełnił rolę tymczasowego szkoleniowca Olimpii Asunción, która zajęła wówczas szóste i czwarte miejsce w ligowej tabeli. Drugi raz Cardozo prowadził Olimpię od listopada 2009 do sierpnia 2010. Po ponad roku bezrobocia wrócił na ławkę trenerską w połowie sierpnia 2011, zastępując Urugwajczyka Gustavo Matosasa na stanowisku szkoleniowca meksykańskiego pierwszoligowca Querétaro FC. W swoim debiutanckim sezonie, Apertura 2011, odniósł z Querétaro największy sukces w historii klubu – po raz pierwszy awansował z zespołem do decydującej o mistrzostwie fazy play–off, gdzie jednak odpadł po półfinale. Został zwolniony w marcu 2012 po serii słabych wyników w sezonie Clausura – zwycięstwie, dwóch remisach i sześciu porażkach. Od września 2012 ponownie został trenerem Olimpii, a w maju 2013, po krótkim epizodzie w Sportivo Luqueño, objął funkcję szkoleniowca klubu, którego pozostaje piłkarską legendą – meksykańskiego Deportivo Toluca.